# 24 uur van Le Mans 1938

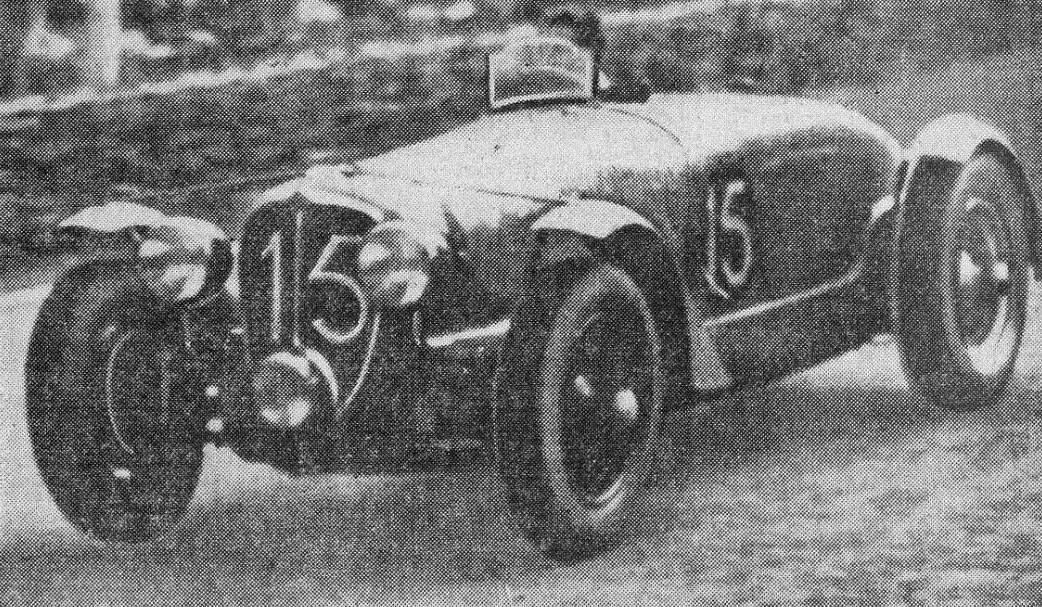
De winnende auto: de Delahaye 135CS #15.

De 24 uur van Le Mans 1938 was de 15e editie van deze endurancerace. De race werd verreden op 18 en 19 juni 1938 op het Circuit de la Sarthe nabij Le Mans, Frankrijk.
De race werd gewonnen door de Eugène Chaboud/Jean Trémoulet #15 van Eugène Chaboud en Jean Trémoulet, die allebei hun enige Le Mans-overwinning behaalden. De 2.0-klasse werd gewonnen door de Emile Darl'mat #24 van Charles de Cortanze en Marcel Contet. De 1.5-klasse werd gewonnen door de Adler #33 van Otto Löhr en Paul von Guillaume. De 1.1-klasse werd gewonnen door de Jacques Savoye #46 van Jacques Savoye en Pierre Savoye. De 750-klasse werd gewonnen door de Amédée Gordini #51 van Maurice Aimé en Charles Plantivoux.

## Race
Winnaars in hun klasse zijn vetgedrukt.
| Pos. | Klasse | No. | Team                                   | Coureurs                                        | Chassis                                      | Motor                           | Ronden |
| ---- | ------ | --- | -------------------------------------- | ----------------------------------------------- | -------------------------------------------- | ------------------------------- | ------ |
| 1    | 5.0    | 15  | Eugène Chaboud/Jean Trémoulet          | Eugène Chaboud Jean Trémoulet                   | Delahaye 135CS                               | Delahaye 3.6L I6                | 235    |
| 2    | 5.0    | 14  | Gaston Serraud                         | Gaston Serraud Yves Giraud-Cabantous            | Delahaye 135CS                               | Delahaye 3.6L I6                | 233    |
| 3    | 5.0    | 5   | Jean Prenant                           | Jean Prenant André Morel                        | Talbot T150SS Coupe                          | Talbot 4.0L I6                  | 219    |
| 4    | 5.0    | 10  | Louis Villeneuve                       | Louis Villeneuve René Biolay                    | Delahaye 135CS                               | Delahaye 3.6L I6                | 218    |
| 5    | 2.0    | 24  | Emile Darl'mat                         | Charles de Cortanze Marcel Contet               | Darl'mat DS                                  | Peugeot 2.0L I4                 | 214    |
| 6    | 2.0    | 28  | Adler                                  | Peter Graff Orssich Rudolf Sauerwein            | Adler Super Trumpf Rennlimousine             | Adler 1.7L I4                   | 211    |
| 7    | 1.5    | 33  | Adler                                  | Otto Löhr Paul von Guillaume                    | Adler Trumpf Rennlimousine                   | Adler 1.5L I4                   | 204    |
| 8    | 1.1    | 46  | Jacques Savoye                         | Jacques Savoye Pierre Savoye                    | Singer Nine Le Mans Replica "Savoye Special" | Singer 1.0L I4                  | 174    |
| 9    | 1.1    | 42  | Just-Emile Vernet                      | Albert Debille Guy Lapchin                      | Simca Huit                                   | Fiat 1.1L I4                    | 172    |
| 10   | 1.5    | 31  | Ecurie Lapin Blanc                     | Peter Clark Marcus Chambers                     | HRG Le Mans                                  | Singer 1.5L I4                  | 170    |
| 11   | 1.1    | 48  | Victor Camerano                        | Victor Camerano Robert Klempeneré               | Simca Huit                                   | Fiat 1.1L I4                    | 166    |
| 12   | 1.1    | 49  | Claude Bonneau                         | Claude Bonneau Anne-Cécile Rose-Itier           | MG PA Midget Special                         | MG 1.0L I4                      | 165    |
| 13   | 1.1    | 40  | Miss P.M. Fawcett                      | Marjorie Fawcett Geoffrey White                 | Morgan 4/4                                   | Coventry Climax 1.1L I4         | 163    |
| 14   | 750    | 51  | Amédée Gordini                         | Maurice Aimé Charles Plantivoux                 | Simca Cinq                                   | Fiat 0.6L I4                    | 151    |
| 15   | 750    | 52  | Amédée Gordini                         | Albert Leduc Athos Querzola                     | Simca Cinq                                   | Fiat 0.6L I4                    | 140    |
| DNF  | 5.0    | 19  | Raymond Sommer                         | Raymond Sommer Clemente Biondetti               | Alfa Romeo 8C 2900B Touring                  | Alfa Romeo 2.9L Supercharged I8 | 219    |
| DNF  | 5.0    | 8   | Norbert-Jean Mahé                      | Taso Mathieson Freddy Clifford                  | Talbot T150C                                 | Talbot 4.0L I6                  | 159    |
| DNF  | 5.0    | 7   | Jean Trévoux                           | Jean Trévoux Pierre Levegh                      | Talbot T150C                                 | Talbot 4.0L i6                  | 159    |
| DNF  | 2.0    | 27  | Robert Peverell Hichens                | Robert Peverell Hichens Mortimer Morris-Goodall | Aston Martin Speed Model                     | Aston Martin 2.0L I4            | 150    |
| DNF  | 1.1    | 37  | Amédée Gordini                         | Amédée Gordini José Scaron                      | Simca Huit                                   | Fiat 1.1L I4                    | 140    |
| DNF  | 1.5    | 36  | Pierre Ferry                           | Pierre Ferry Francis Noireaux                   | Riley Sprite TT                              | Riley 1.5L I4                   | 127    |
| DNF  | 1.1    | 43  | Amédée Gordini                         | Robert Lévy Adrien Alin                         | Simca                                        | Fiat 1.0L I4                    | 124    |
| DNF  | 1.1    | 38  | Amédée Gordini                         | Jean Viale Jean Breillet                        | Simca Huit                                   | Fiat 1.1L I4                    | 111    |
| DNF  | 3.0    | 23  | Mme Fernande Roux/Mme Germaine Rouault | Fernande Roux Germaine Rouault                  | Amilcar G36 "Pegase Special"                 | Amilcar 2.5L I4                 | 101    |
| DNF  | 5.0    | 4   | Luigi Chinetti                         | René Carrière René Le Bègue                     | Talbot T150C                                 | Talbot 4.0L I6                  | 101    |
| DNF  | 5.0    | 12  | Georges Monneret                       | Georges Monneret Roger Loyer                    | Delahaye 135CS                               | Delahaye 3.6L I6                | 88     |
| DNF  | 5.0    | 6   | Luigi Chinetti                         | Louis Rosier Robert Huguet                      | Talbot T150SS Coupe                          | Talbot 4.0L i6                  | 81     |
| DNF  | 1.1    | 47  | Team Autosports                        | John Donald Barnes Tommy Wisdom                 | Singer Nine Le Mans Replica                  | Singer 1.0L I4                  | 74     |
| DNF  | 1.1    | 45  | Just-Emile Vernet                      | Gaston Tramar Paul Samuel                       | Simca 1000                                   | Fiat 1.0L I4                    | 69     |
| DNF  | 5.0    | 3   | Luigi Chinetti                         | Philippe Étancelin Luigi Chinetti               | Talbot T26                                   | Talbot 4.5L I6                  | 66     |
| DNF  | 3.0    | 22  | Société R.V.                           | Louis Gérard Jacques de Valence de Minardiere   | Delage D6-70                                 | Delage 3.0L I6                  | 58     |
| DNF  | 1.1    | 41  | Just-Emile Vernet                      | Just-Emile Vernet Suzanne Largeot               | Simca Huit                                   | Fiat 1.1L I4                    | 55     |
| DNF  | 5.0    | 21  | Marcel Horvilleur                      | Marcel Horvilleur Yves Matra                    | Alfa Romeo 2300 Monza                        | Alfa Romeo 2.9L Supercharged I6 | 53     |
| DNF  | 5.0    | 11  | Joseph Paul                            | Marcel Mongin Robert Mazaud                     | Delahaye 135CS                               | Delahaye 3.6L I6                | 50     |
| DNF  | 1.1    | 50  | Miss Dorothy Stanley-Turner            | Elsie Wisdom Arthur Dobson                      | MG PB Midget                                 | MG 0.9L I4                      | 48     |
| DNF  | 1.1    | 39  | Just-Emile Vernet                      | Angelo Molinari Georges Sarret                  | Fiat 508S Balilla                            | Fiat 1.0L I4                    | 40     |
| DNF  | 1.5    | 29  | Raoul Forestier                        | Raoul Forestier Roger Charon                    | Riley Sprite TT                              | Riley 1.5L I4                   | 30     |
| DNF  | 5.0    | 1   | Ecurie Bleue                           | René Dreyfus Louis Chiron                       | Delahaye 145                                 | Delahaye 4.5L V12               | 21     |
| DNF  | 2.0    | 25  | Emile Darl'Mat                         | Jean Pujol Louis Rigal                          | Darl'Mat DS                                  | Peugeot 2.0L I4                 | 18     |
| DNF  | 5.0    | 2   | Ecurie Bleue                           | Gianfranco Comotti Albert Divo                  | Delahaye 145                                 | Delahaye 4.5L V12               | 7      |
| DNF  | 2.0    | 26  | Emile Darl'Mat                         | Maurice Serre Daniel Porthault                  | Darl'Mat DS                                  | Peugeot 2.0L I4                 | 6      |
| DNF  | 1.5    | 35  | Charles Morrison                       | Charles Morrison Neil Watson                    | Atalanta                                     | Atalanta 1.5L I4                | 4      |

1923 · 1924 · 1925 · 1926 · 1927 · 1928 · 1929 · 1930 · 1931 · 1932 · 1933 · 1934 · 1935 · 1936 · 1937 · 1938 · 1939 · 1940 - 1948 · 1949 · 1950 · 1951 · 1952 · 1953 · 1954 · 1955 (Ramp) · 1956 · 1957 · 1958 · 1959 · 1960 · 1961 · 1962 · 1963 · 1964 · 1965 · 1966 · 1967 · 1968 · 1969 · 1970 · 1971 · 1972 · 1973 · 1974 · 1975 · 1976 · 1977 · 1978 · 1979 · 1980 · 1981 · 1982 · 1983 · 1984 · 1985 · 1986 · 1987 · 1988 · 1989 · 1990 · 1991 · 1992 · 1993 · 1994 · 1995 · 1996 · 1997 · 1998 · 1999 · 2000 · 2001 · 2002 · 2003 · 2004 · 2005 · 2006 · 2007 · 2008 · 2009 · 2010 · 2011 · 2012 · 2013 · 2014 · 2015 · 2016 · 2017 · 2018 · 2019 · 2020 · 2021 · 2022 · 2023 · 2024